# Piotr Poziomkowski
Piotr Poziomkowski (ur. 14 kwietnia 1986 w Sanoku) – polski hokeista. 

## Kariera
- SMS I Sosnowiec (2004-2005)
- GKS Jastrzębie (2005-2006)
- Stoczniowiec Gdańsk (2006-2009)
- KH Sanok (2009-2011)
- Milton Keynes Thunder (2014-2015)

W barwach reprezentacji Polski do lat 18 wystąpił na turnieju mistrzostw świata juniorów do lat 18 w 2004 (Dywizja I, zdobył asystę). W barwach reprezentacji Polski do lat 20 wystąpił na turnieju mistrzostw świata juniorów do lat 20 w 2006 (Dywizja I, zdobył 3 bramki i asystę). Absolwent NLO SMS PZHL Sosnowiec z 2005.
Do końca sezonu 2010/11 występował w macierzystym Ciarko KH Sanok, po czym przerwał karierę. Od stycznia 2014 zawodnik angielskiej drużyny Milton Keynes Thunder w lidze NIHL.

## Sukcesy
Klubowe
- Puchar Polski: 2010 z Ciarko KH Sanok

Indywidualne
- Mistrzostwa Świata Juniorów w Hokeju na Lodzie 2006/I Dywizja#Grupa B:
  - Trzecie miejsce w klasyfikacji strzelców turnieju: 3 gole[2]